# Бафра
Бафра (на турски: Bafra; на гръцки: Πάφρα, Пафра или Μπάφρα, Бафра) е град в Турция, вилает Самсун. Той е административен център на околия Бафра. Според оценки на Статистическия институт на Турция към 31 декември 2019 г. населението на града е 89 261 души. Основни етнически групи в града са турци, албанци и българи – мюсюлмани (с произход от Воденско, днешна Гърция).

## История
До Гръцко-турската война Бафра е градче със смесено население. Към 1870 година от 8000 жители, 2000 са караманлии и понтийски гърци. След войната в 1923 година православното население на града се изселва в Гърция. Бежанци от Бафра основават село Неа Бафра в Сярско, в превод Нова Бафра.